# Fabio Cannavaro
Fabio Cannavaro (ur. 13 września 1973 w Neapolu) – włoski trener i piłkarz grający na pozycji obrońcy. Zdobywca Złotej Piłki dla najlepszego piłkarza roku 2006, drugi pod względem liczby występów w reprezentacji Włoch (więcej ma tylko bramkarz, Gianluigi Buffon). Jego młodszy brat – Paolo – także był piłkarzem.

## Kariera

### Klubowa
W Serie A zadebiutował 7 marca 1993 w drużynie SSC Napoli. Skuteczna gra w defensywie zaowocowała transferem do Parmy, gdzie spędził aż 7 sezonów i ugruntował swoją pozycję prawdziwej gwiazdy i jednego z najlepszych środkowych obrońców świata. W sierpniu 2002 przeniósł się do Mediolanu, do drużyny Interu. W sierpniu 2004 trafił do Juventusu. W lipcu 2006, po spadku Juventusu do Serie B w związku z aferą korupcyjną przeszedł na zasadzie transferu łączonego razem z Emersonem do Realu Madryt. Jego nowym numerem na koszulce było 5, którą zostawił kończący karierę Zinédine Zidane. Po zakończeniu sezonu 2008/2009 Cannavaro powrócił do Juventusu, jednak grał w nim tylko jeden sezon. Na początku czerwca 2010 roku na mocy wolnego transferu Cannavaro dołączył do dubajskiego klubu Al-Ahli. W lipcu 2011 zakończył karierę zawodniczą ze względu na powtarzające się problemy zdrowotne.

### Reprezentacyjna
W reprezentacji Włoch środkowy obrońca zadebiutował w styczniu 1997 roku. Ma na swoim koncie udział w Mistrzostwach Świata (w 1998, 2002 i 2006 roku) oraz Mistrzostwach Europy (2000 i 2004). Jest wicemistrzem Europy z 2000 roku i mistrzem świata z 2006 roku. Został uznany najlepszym obrońcą Mundialu w Niemczech.
Na porannym treningu w bazie Włochów przed Euro 2008 – Badenie, Fabio doznał kontuzji naderwania więzadeł stawu skokowego. Na mistrzostwach zastąpił go Alessandro Gamberini, a Cannavaro pozostał z zespołem na czas mistrzostw. Jednocześnie zapowiedział, że nie zamierza kończyć międzynarodowej kariery w tak negatywny sposób i wyraził chęć gry dla reprezentacji Włoch aż do Mistrzostw Świata 2010.

Po przegranej Włochów ze Słowacją (2:3) na MŚ 2010 Fabio Cannavaro, w wieku 36 lat ogłosił zakończenie kariery reprezentacyjnej.
Na mundialu w 2010 roku Włosi zakończyli turniej już na fazie grupowej, zajmując ostatnie miejsce w grupie. Po tym słabym występie zdecydował się zakończyć reprezentacyjną karierę.

### Trenerska
W listopadzie 2014 został trenerem Guangzhou Evergrande, jednakże w czerwcu 2015 opuścił ten klub. W październiku 2015 objął posadę szkoleniowca Al-Nassr, jednakże w lutym 2016 został zwolniony.

## Sukcesy
W roku 2006 otrzymał nagrodę Złotej Piłki dla najlepszego piłkarza Europy w plebiscycie tygodnika France Football. 18 grudnia 2006 roku podczas gali w Zurychu Fabio Cannavaro został wybrany przez Międzynarodowy Związek Piłkarski FIFA piłkarzem 2006 roku. Włoski obrońca pokonał w tym plebiscycie między innymi Zinedine’a Zidane, Thierry’ego Henry i Ronaldinho.

### Reprezentacja
- Mistrzostwo Świata: 2006
- Wicemistrzostwo Europy: 2000
- Młodzieżowe Mistrzostwo Europy: 1994, 1996

### Parma
- Puchar UEFA: 1999
- Pucharu Włoch: 1999, 2002
- Superpuchar Włoch: 1999

### Real Madryt
- Mistrzostwo Hiszpanii: 2007, 2008
- Superpuchar Hiszpanii: 2008

### Indywidualnie
- Piłkarz Roku FIFA: 2006
- Złota Piłka: 2006
- Najlepszy piłkarz świata magazynu World Soccer: 2006
- Najlepszy włoski piłkarz: 2006
- Najlepszy włoski obrońca: 2005, 2006